# Théorème de Lax
En analyse numérique, le théorème de Lax prévoit que, pour résoudre un problème évolutif linéaire avec condition initiale qui est supposé être bien posé, ceci à l’aide d’un schéma numérique consistant, la stabilité du schéma est une condition nécessaire et suffisante pour assurer sa convergence.
Les notions de consistance, de stabilité et de convergence se réfèrent ici à une même norme.
On doit ce théorème à Peter Lax, bien qu'il soit parfois appelé théorème de Lax–Richtmyer, d'après Peter Lax et Robert Richtmyer.

## Référence
1. ↑  (en) P. D. Lax, R.D. Richtmyer, « Survey of the stability of linear finite difference equations », Comm. Pure Appl. Math., vol. 9,‎ 1956, p. 267-293 (DOI 10.1002/cpa.3160090206, lire en ligne)